# Sedlo nad Malým kotlem
Sedlo nad Malým kotlem – przełęcz o wysokości 1328 m n.p.m. w północno-wschodnich Czechach, na Morawach, w Sudetach Wschodnich, w paśmie górskim Wysokiego Jesionika (cz. Hrubý Jeseník), w Masywie Pradziada (cz. Pradědská hornatina) pomiędzy szczytami gór Velký Máj i Jelení hřbet, leżąca na głównym grzbiecie (grzebieniu) masywu góry Pradziad (cz. Praděd).

## Charakterystyka

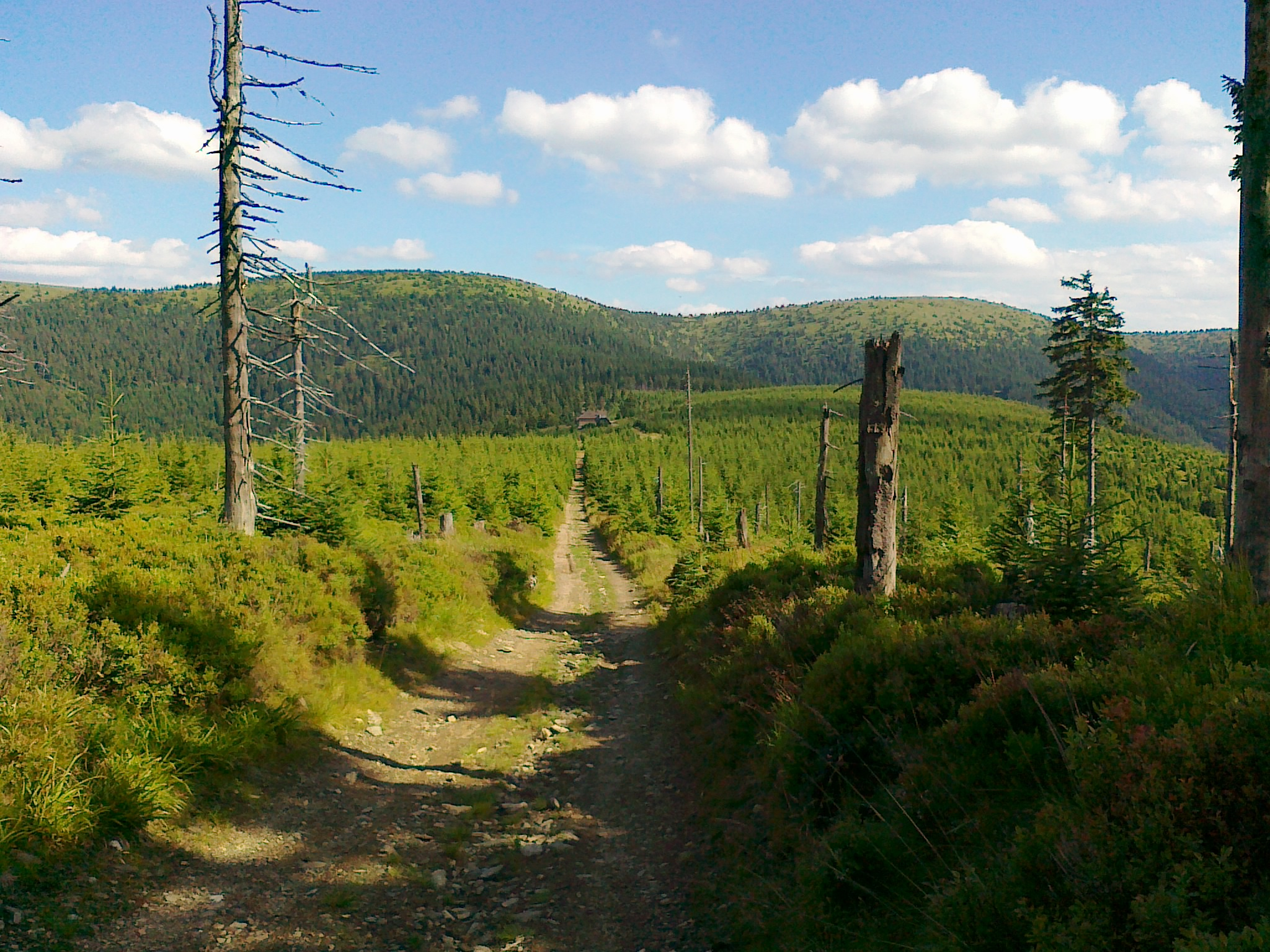
Widok z drogi prowadzącej na górę Velká Jezerná na: górę Velký Máj, przełęcz Sedlo nad Malým kotlem i górę Jelení hřbet (poniżej szczyt góry Hubertka) (2017 rok)

Nazwa przełęczy bierze się od jej stoku południowo-wschodniego o nazwie Malý kotel i znajdującego się na nim rezerwatu przyrody Malá kotlina (→ Rezerwat przyrody Malá kotlina), będącego częścią narodowego rezerwatu przyrody Praděd. Przełęcz położona jest w środkowo-południowym rejonie całego pasma Wysokiego Jesionika, oraz w części Wysokiego Jesionika, w środkowym obszarze (mikroregionu) o nazwie Masyw Pradziada (cz. Pradědská hornatina), usytuowana na skrzyżowaniu turystycznym o nazwie Nad Malým kotlem z podaną na tablicy informacyjnej wysokością 1335 m. Cała przełęcz jest odkryta, pokryta trawą wysokogórską, nielicznymi świerkami i obszarem z kosodrzewiną oraz jest punktem widokowym na otaczające szczyty gór i pasma górskie. Na przełęczy nie ma punktu geodezyjnego. Na podstawie szczegółowej mapy Państwowego urzędu geodezyjnego o nazwie (cz. Český úřad zeměměřický a katastrální (CÚZK)) w Pradze punkt siodłowy przełęczy znajduje się blisko przebiegającej przez przełęcz ścieżki, na której wytyczono zielony szlak turystyczny  i ma wysokość 1328 m n.p.m. oraz współrzędne geograficzne (50°02′29,9″N 17°12′24,4″E/50,041639 17,206778).
Na przełęczy stał w XVIII wieku szałas pasterski do wypasu owiec. Można zobaczyć pozostałości jego fundamentów. W odległości około 350 m, idąc zielonym szlakiem turystycznym , z przełęczy do skrzyżowania turystycznego U Františkovy myslivny, na północno-zachodnim stoku góry Velký Máj znajduje się postawiony w 1937 roku pomnik z tablicą pamiątkową. Jest na niej wizerunek barona Františka III Kleina von Wiesenberka z zasłużonego dla Wysokiego Jesionika rodu Kleinów.

## Wody
Grzbiet główny (grzebień) góry Pradziad, biegnący od przełęczy Skřítek do przełęczy Červenohorské sedlo oraz dalej do przełęczy Ramzovskiej (cz. Ramzovské sedlo) jest częścią granicy Wielkiego Europejskiego Działu Wodnego, dzielącej zlewiska Morza Bałtyckiego i Morza Czarnego.
Przełęcz leży na tej granicy, na zlewiskach Morza Bałtyckiego (dorzecze Odry) na stoku południowo-wschodnim oraz Morza Czarnego (dorzecze Dunaju) na stoku północno-zachodnim. Ze stoku północno-zachodniego przełęczy bierze swój początek krótki, nienazwany potok, będący dopływem potoku o nazwie Merta. 

## Ochrona przyrody
Przełęcz znajduje się na granicy dwóch rezerwatów przyrody: narodowego rezerwatu przyrody Praděd powstałego w 1991 roku o powierzchni około 2031 ha oraz rezerwatu przyrody Břidličná, utworzonego w 2008 roku o powierzchni około 652 ha, będących częścią wydzielonego obszaru objętego ochroną o nazwie Obszar Chronionego Krajobrazu Jesioniki (cz. Chráněná krajinná oblast (CHKO) Jeseníky), a utworzonego w celu ochrony utworów skalnych, ziemnych i roślinnych oraz rzadkich gatunków zwierząt. Z uwagi na ochronę cennego ekosystemu rezerwatów zaleca się korzystanie wyłącznie z wytyczonych szlaków turystycznych.

### Ścieżki dydaktyczne
Wzdłuż grzbietu głównego w 2009 wyznaczono ścieżkę dydaktyczną (cz. Naučná stezka Po hřebenech – světem horských luk) o długości 12 km na odcinku:
 Ovčárna – Skřítek (z 12 stanowiskami obserwacyjnymi na trasie)

## Turystyka
W odległości około 4 km w kierunku północno-wschodnim od przełęczy, przy drodze Hvězda – Pradziad, na stoku góry Petrovy kameny znajdują się hotele górskie: Ovčárna i Figura oraz schronisko Sabinka. Nieco dalej, bo około 5 km na północny wschód od przełęczy, na wieży Pradziad: hotel Praděd, około 4,2 km na północny wschód od przełęczy schronisko Barborka i około 4 km na północny wschód od przełęczy hotel Kurzovní chata. Ponadto w odległości około 1,9 km na północny zachód od przełęczy położona jest jedna z najstarszych chat Wysokiego Jesionika Františkova myslivna, postawiona w 1865 roku przez rodzinę Kleinów, wówczas jako chata łowiecka. Obecnie służy jako niewielkie schronisko turystyczne z ograniczoną bazą noclegową, dysponujące tylko 16 miejscami (własność prywatna).

### Szlaki turystyczne
Klub Czeskich Turystów (cz. Klub Českých Turistů) wytyczył w obrębie przełęczy dwa szlaki turystyczne na trasach:
 Červenohorské sedlo – góra Velký Klínovec – przełęcz Hřebenová – szczyt Výrovka – przełęcz Sedlo pod Malým Jezerníkem – szczyt Malý Jezerník – góra Velký Jezerník – przełęcz Sedlo Velký Jezerník – schronisko Švýcárna – góra Pradziad – przełęcz U Barborky – góra Petrovy kameny – Ovčárna – przełęcz Sedlo u Petrových kamenů – góra Vysoká hole – szczyt Vysoká hole–JZ – szczyt Kamzičník – góra Velký Máj – przełęcz Sedlo nad Malým kotlem – góra Jelení hřbet – Jelení studánka – przełęcz Sedlo pod Jelení studánkou – góra Jelenka – góra Ostružná – Rýmařov
 Skřítek – Ztracené skály – szczyt Ztracené kameny – szczyt Pec – szczyt Pecný – góra Břidličná hora – Jelení studánka – góra Jelení hřbet – przełęcz Sedlo nad Malým kotlem – góra Velký Máj – U Františkovy myslivny – góra Zámčisko–S – Zámčisko–SZ – U Kamenné chaty

### Szlaki rowerowe i trasy narciarskie
Przez przełęcz nie przechodzi żaden szlak rowerowy. 
W okresach ośnieżenia wzdłuż czerwonego szlaku turystycznego , przebiega trasa narciarstwa biegowego o nazwie tzw. (cz. Jesenická magistrála). W obrębie przełęczy nie poprowadzono żadnej trasy narciarstwa zjazdowego.